# Бойцово (Хабаровский край)
Бойцо́во — село в Бикинском районе Хабаровского края в составе Бойцовского сельского поселения. Одноимённая станция ДВЖД.
Стоит на левом берегу реки Шивки. Расположено около границы с Китаем, на автодороге «Уссури», в 200 км к югу от Хабаровска, и в 20 км северней Бикина.
Посёлок возник в 1911 году при раздельном пункте Бейцуха Дальневосточной железной дороги.

## Население
| 1992 | 2002 | 2010 | 2011 | 2012 | 2021 |
| ---- | ---- | ---- | ---- | ---- | ---- |
| 103  | ↘68  | ↘54  | →54  | ↗61  | ↘25  |

## Инфраструктура
- Кинодосуговый информационный центр[7]